# سانتو ستفانو دآوتو
سانتو ستفانو دآوتو (به ایتالیایی: Santo Stefano d'Aveto) یک کومونه در ایتالیا است که در استان جنوا واقع شده‌است. سانتو ستفانو دآوتو ۵۵٫۴ کیلومتر مربع مساحت و ۱٬۲۵۵ نفر جمعیت دارد و ۱٬۰۱۲ متر بالاتر از سطح دریا واقع شده‌است.